# Ponte Kanuni
Il ponte Kanuni (in turco Kanuni Köprüsü) è un ponte ad arco della città di Edirne, in Turchia. È dedicato al sultano Solimano il Magnifico.

## Storia e descrizione
Il ponte attraversa il ramo orientale del fiume Tunca che, giunto nella parte nord della città, si biforca andando a formare un'isola. Fu costruito dall'architetto Sinān nel 1554, durante il regno di Solimano il Magnifico (conosciuto anche come Kanuni, legislatore) al quale è dedicato. È lungo 60 metri, largo 4.50 e presenta quattro arcate. Il ponte, che è aperto sia al traffico automobilistico che quello pedonale, sorge lungo la strada che conduceva al palazzo imperiale di Edirne, oggi ridotto in rovine.